# Zulham Zamrun
Zulham Malik Zamrun (ur. 19 lutego 1988 w Ternate) – indonezyjski piłkarz grający na pozycji pomocnika. Od 2017 jest zawodnikiem klubu PSM Makassar.

## Kariera klubowa
Swoją karierę piłkarską Zamrun rozpoczął w klubie Persiter Ternate. W 2006 roku zadebiutował w nim w rozgrywkach pierwszej ligi indonezyjskiej. W 2007 roku przeszedł do drugoligowego klubu o nazwie Persigo Gorontalo. Grał w nim do końca sezonu 2008/2009. W sezonie 2009/2010 występował w innym drugoligowcu, Pro Duta Bandung.
W połowie 2010 roku Zamrun przeszedł do pierwszoligowego zespołu Persela Lamongan. Swój debiut w nim zaliczył 16 października 2010 w przegranym 0:2 wyjazdowym meczu z Persiją Dżakarta. W Perseli Lamongan grał przez sezon.
W 2011 roku Zamrun został zawodnikiem klubu Mitra Kukar. Zadebiutował w nim 4 grudnia 2011 w zrwemisowanym 1:1 wyjazdowym meczu z PSMS Medan. W Mitra Kukar był podstawowym zawodnikiem i spędził w nim trzy sezony.
W 2015 roku Zamrun przeszedł do klubu Persipura Jayapura. Swój debiut w niej zaliczył 4 kwietnia 2015 w wygranym 2:0 domowym meczu z Persiram Raja Ampat. W połowie 2015 roku odszedł do Persib Bandung. W 2017 wrócił do Mitry Kukar, a następnie trafił do PSM Makassar.
| Sezon   | Klub               | Kraj      | Rozgrywki        | Mecze | Gole |
| ------- | ------------------ | --------- | ---------------- | ----- | ---- |
| 2006    | Persiter Ternate   | Indonezja | Liga Indonesia   | ?     | ?    |
| 2007    | Persigo Gorontalo  | Indonezja | Premier Division | ?     | ?    |
| 2008/09 | Persigo Gorontalo  | Indonezja | Premier Division | ?     | ?    |
| 2009/10 | Pro Duta Bandung   | Indonezja | Premier Division | ?     | ?    |
| 2010/11 | Persela Lamongan   | Indonezja | Liga Indonesia   | 23    | 6    |
| 2011/12 | Mitra Kukar        | Indonezja | Liga Indonesia   | 23    | 7    |
| 2013    | Mitra Kukar        | Indonezja | Liga Indonesia   | 25    | 10   |
| 2014    | Mitra Kukar        | Indonezja | Liga Indonesia   | 25    | 7    |
| 2015    | Persipura Jayapura | Indonezja | Liga Indonesia   | 2     | 2    |
| 2015    | Persib Bandung     | Indonezja | Liga Indonesia   | 7     | 6    |
| 2016    | Persib Bandung     | Indonezja | Liga Indonesia   | 22    | 4    |
| 2017    | Mitra Kukar        | Indonezja | Liga Indonesia   | 5     | 0    |
| 2017    | PSM Makassar       | Indonezja | Liga Indonesia   | 16    | 5    |
| 2018    | PSM Makassar       | Indonezja | Liga Indonesia   | 17    | 4    |

## Kariera reprezentacyjna
W reprezentacji Indonezji Zamrun zadebiutował 7 października 2011 roku w zremisowanym 0:0 towarzyskim meczu z Arabią Saudyjską, rozegranym w Dżakarcie. W 2014 roku wystąpił z kadrą Indonezji w Pucharze AFF Suzuki Cup 2014.